# 柏林东站
柏林火车东站（德語：Berlin Ostbahnhof）是继柏林火车总站和柏林南十字车站之后的柏林第三大铁路车站，它最初是以“法兰克福车站”的名称兴建。其名称变更的次数较柏林其它任何车站都多。车站命名在近代经常引起争议，而频繁的更名也导致它容易与如今的柏林火车总站或旧柏林东站发生混淆。在车站大厅1道东南尽头的“柏林东站”站牌下方自2000年起增加了一块带有各时期站名的吊牌，它表明了车站的名称自
- 1842年至1881年使用“法兰克福车站（Frankfurter Bahnhof）”，
- 1881年至1950年使用“西里西亚车站（Schlesischer Bahnhof）”，
- 1950年至1987年使用“火车东站（Ostbahnhof）”，
- 1987年至1998年使用“火车总站（Hauptbahnhof）”，
- 1998年至今使用“火车东站”[2]。

在不同的组织机构中亦存在有其它的名称。例如在1880年的德意志国邮政管理局的行车大纲中，该站用作柏林－布雷斯劳铁路线时被称为，用作柏林－埃尔克纳铁路线时则被称为。然而这些称谓也可能用于表述在法兰克福车站被改造为通过式车站期间而被临时使用的旧柏林东站。
在德国车站营运点目录中，该站被归类为类别。同时它也是德国铁路所划分的21座一等站之一。

## 历史

### 建造及早年
作为通往奥德河畔法兰克福铁路线的西部起讫点，这座当时被称为“法兰克福车站（Frankfurter Bahnhof）”的铁路车站最初于1842年作为一个尽头式车站投入使用。随着柏林城市铁路的建设，它被改造为如今的通过式车站，并在1881年改称“西里西亚车站（Schlesischer Bahnhof）”。与此同时，在该站东北方约400公里处已自1867年建成了旧火车东站（也称屈斯特林车站），以作为普鲁士东部铁路的起讫点。在法兰克福车站施工期间，所有通往下西里西亚－马尔基施铁路的客运服务均被分流至原火车东站办理，而与之平行的普鲁士东部铁路则依靠一条联络线与新的通过式车站西里西亚车站实现永久性连接。当新设施启用后，旧火车东站被关闭。西里西亚车站周边从此形成了一个由夜总会、妓院和时钟酒店组成的特色红灯区。由于在此处到发的旅客大多来自柏林以东、以天主教为主的地区（波森省、上西里西亚），因此该站在西里西亚俗语中也被称为“天主教徒车站（Kathol'scher Bahnhoff）”。

### 通往东方的门户

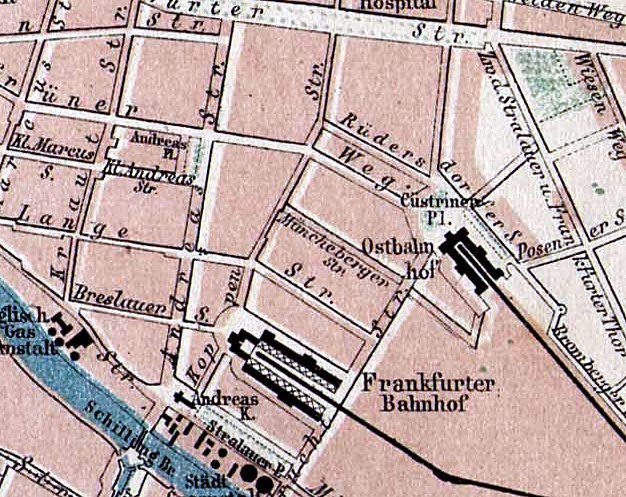
旧火车东站与法兰克福车站的方位（1875年）

通过与普鲁士东部铁路的接轨，西里西亚车站成为了所有旅客从柏林前往东欧或东南欧的出发点。1903年在此停靠的列车包括由圣彼得堡至巴黎或奥斯滕德的北方快车、前往莫斯科的直通列车、以及众多经由柯尼斯堡和埃德特库嫩前往圣彼得堡和莫斯科的列车。来自俄罗斯帝国的犹太人移民出境潮也会先抵达这里，然后再继续前往汉堡和不来梅等外来移民港口。
在1914年，西里西亚车站设有以下线路连接服务：
- 柏林 － 屈斯特林 － 兰茨贝格 － 施奈德穆爾 － 迪尔绍 － 柯尼斯堡 － 因斯特堡 － 贡宾嫩 － 斯塔卢波嫩 － 埃德特库嫩 － 圣彼得堡
- 柏林 － 屈斯特林 － 兰茨贝格 － 施奈德穆爾 － 迪尔绍 － 但泽
- 柏林 － 屈斯特林 － 兰茨贝格 － 施奈德穆爾 － 布洛姆贝格 － 托伦 － 阿伦施泰因 － 提尔西特 － 梅梅尔
- 柏林 － 奥德河畔法兰克福 － 本特申 － 波森 － 托伦
- 柏林 － 奥德河畔法兰克福 － 布雷斯劳 － 格莱维茨 － 卡托维兹再与其它增编列车继续前往维也纳、布达佩斯或君士坦丁堡。

在1914年，速度最快的列车从西里西亚车站前往布雷斯劳仅需4小时，前往但泽和柯尼斯堡也仅分别需要6小时和8小时（在1938/1939年的行车时间更是仅需约7小时20分钟）。而这些行车时间时至今日已无法再度重现。在第一次世界大战前，对于搭乘由柏林－柯尼斯堡－圣彼得堡长途列车的乘客而言，它们还可以接驳由圣彼得堡前往鄂木斯克以及中国的列车。
此外在1914年还设有从西里西亚车站经由韦尔诺伊兴、弗里岑、哥的克夫前往诺伊马克特的柯尼斯贝格的短途列车。

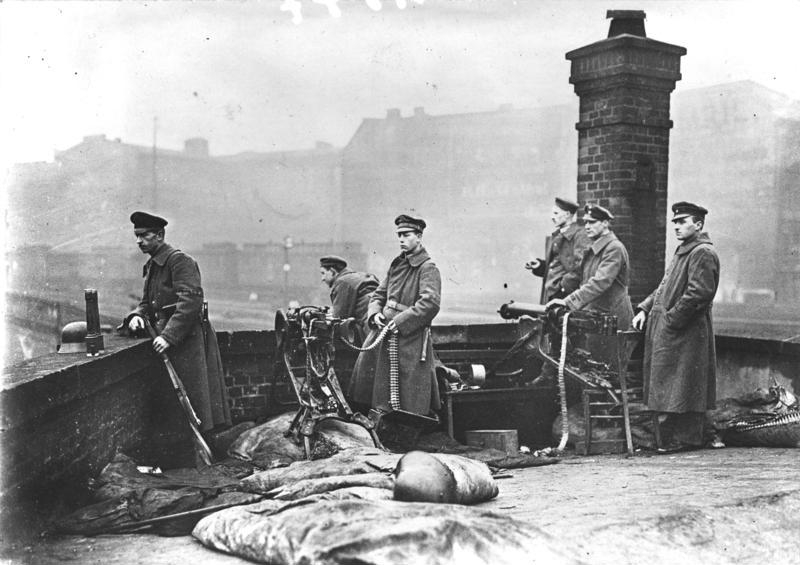
政府军在1919年的斯巴达克团起义中占领车站

1914年8月，民用列车服务因为第一次世界大战的爆发而停办，同时军用列车得以驶入占领区上东区。在1919年的斯巴达克同盟起义中，西里西亚车站也成为主要的抗争场所。直至1926年，先期驶往华沙和里加的北方快车才又重新开办。自1927年起，人们甚至可以通过购买铁路通票前往远东地区，例如从柏林至东京的12日行程通票便价值650国家马克（约合2,300欧元）。

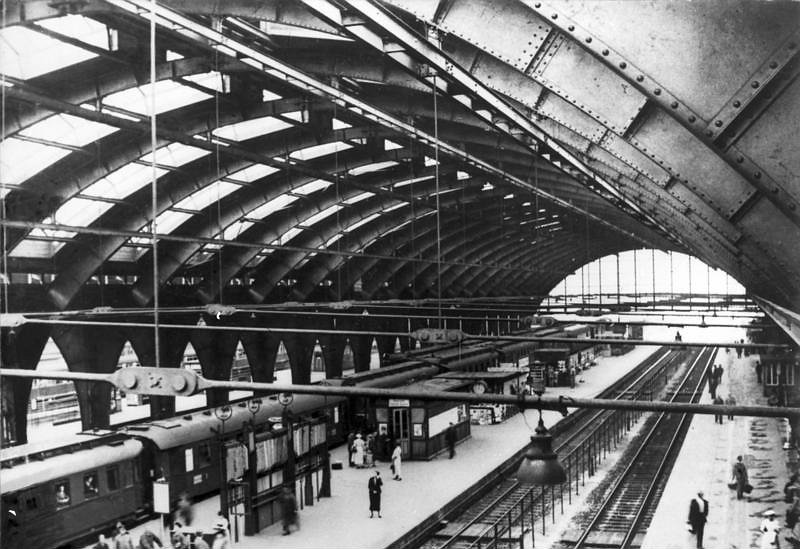
1937年的站台大厅

在1926年至1932年期间，车站的站厅结构进行了首次全面翻新。
在第二次世界大战之前，西里西亚车站每日处理有165班抵达列车和176班出发列车。而为了转运来自俄罗斯的列车，在布列斯特和普热梅希尔的两座宽轨车站都被改造为准轨。当第二次世界大战爆发后，大量德国士兵开始在西里西亚车站被运送往波兰，以参加面对苏联的战斗。1945年4月22日及23日，该建筑被苏联红军占领。它立即进行废墟清理工作，并在4月25日允许重型铁路炮火设备通过。为了保障苏联军队经由通往布雷斯特的铁路线中顺利推进，车站的其中一条轨道被改造为1524毫米宽轨。1945年6月28日，从莫斯科驶来的首班客运列车抵达车站，它停靠在经过轨距改造的1至3道。其后为了增加运输能力，宽轨轨道于1945年9月20日又被恢复为准轨。自1945年9月2日起，每日一班前往布雷斯特的蓝色快车（Blaue Express）得到重开。然而在冷战期间，这座通过式车站仅能作为许多来自东欧国家列车的尽头式车站使用。

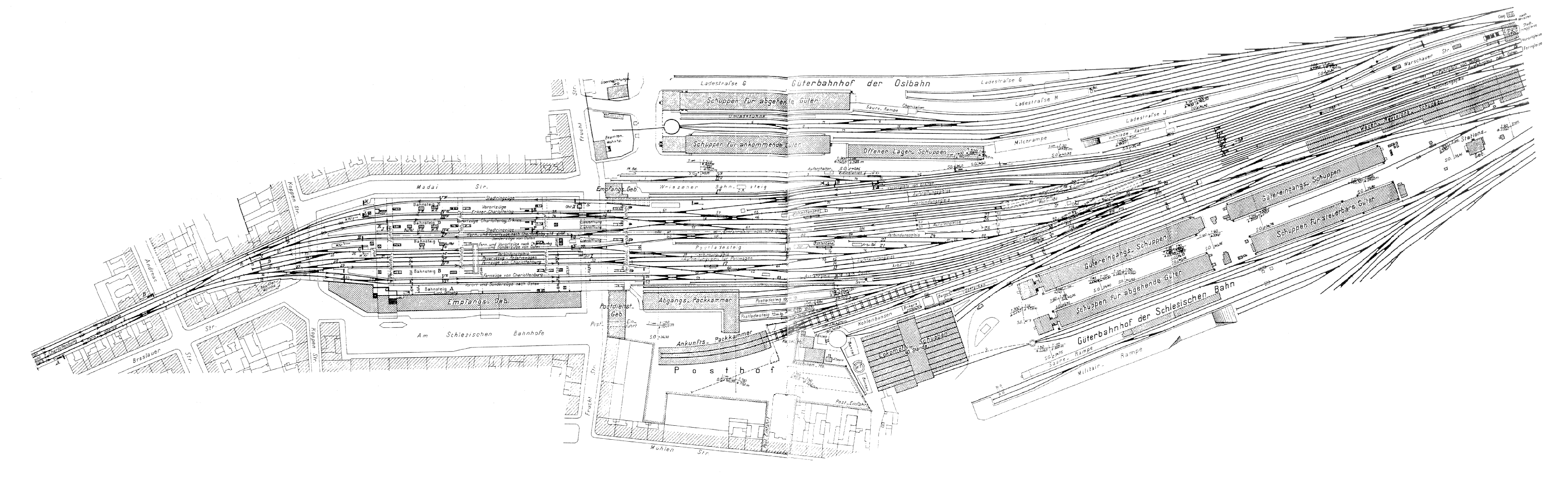
panorama

### 东德时期

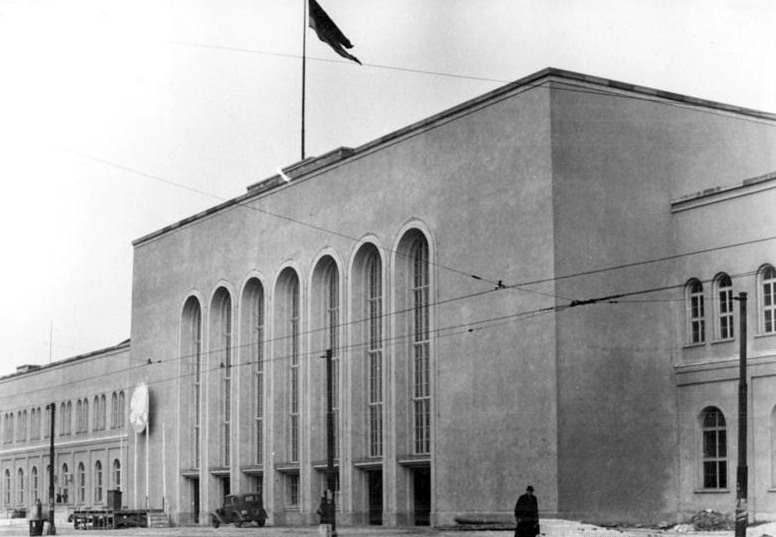
1950年的车站主入口

1950年，西里西亚车站被更名为火车东站（Ostbahnhof），这是参照了民主德国（东德）在1950年承认奧德河-尼斯河線边界后，宣布放弃德国前东部领土而作出的决定。采用这类政治性更名的另一个例子是斯德丁车站被改称为火车北站（Nordbahnhof）。在1950年代，许多东欧国家领导人均经由火车东站对民主德国进行国事访问（贝鲁特、哥特瓦尔德、拉科西、赫鲁晓夫）。
许多直通列车，尤其是通往德累斯顿和哈勒/莱比锡方向的列车开始在火车东站到发。该站同时也用于前往斯堪的纳维亚半岛和巴尔干半岛的国际列车服务（尼普顿号和波罗的海快车前往哥本哈根，柏林熊号和萨斯尼茨快车前往马尔默以及快速列车前往布拉格、布达佩斯、布加勒斯特、索菲亚和维也纳）。而文多波纳号列车至今仍在运行。自1962年起则开办有来自柏林动物园（西德）的联运列车，后改为联运车厢担当。此外，这里还停靠有运行于苏联和法国之间的东西快车（Ost-West-Express，莫斯科－华沙－科隆－布鲁塞尔－巴黎）。
列车的电气化运营在1987年5月31日实现。同年车站也进行了根本性的改造。它获得了一个三层楼高的新接待大厅，当中包括有19个售票柜台、电子信息系统以及约1,000个行李储存柜。而站台和顶棚，行人隧道和楼梯都作出了现代化更新，并安装有自动扶梯。1987年12月15日，这座重新设计的车站投入使用，并对应它的交通流量而被更名为柏林火车总站（Berlin Hauptbahnhof）。

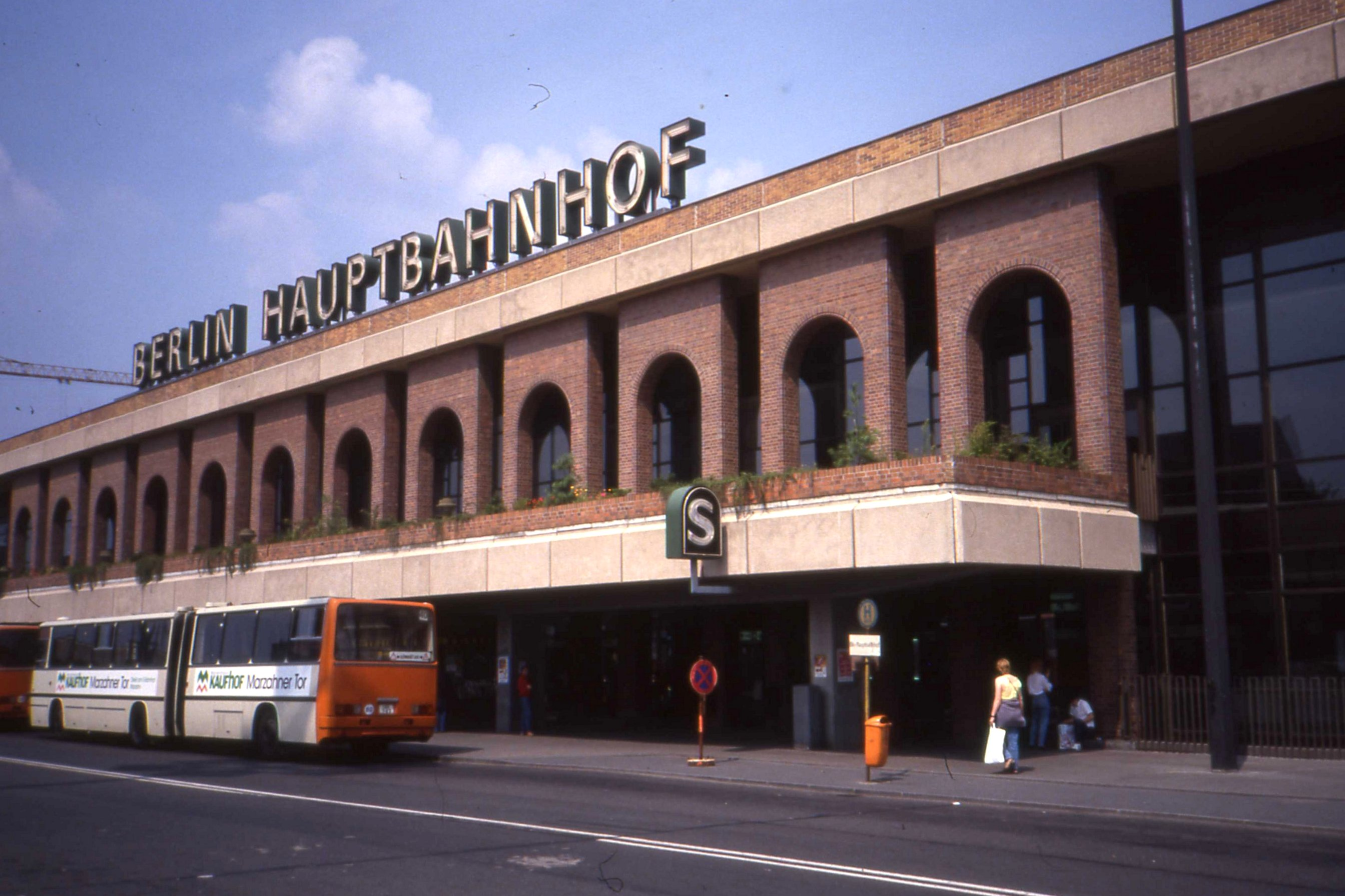
1987年改造后的车站
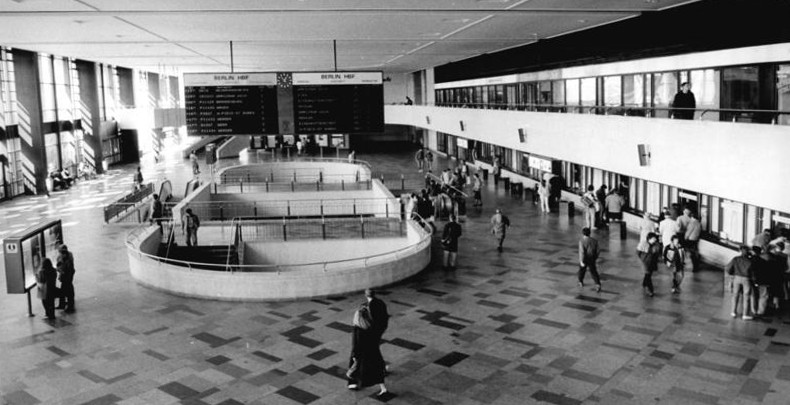
1987年竣工的接待大厅
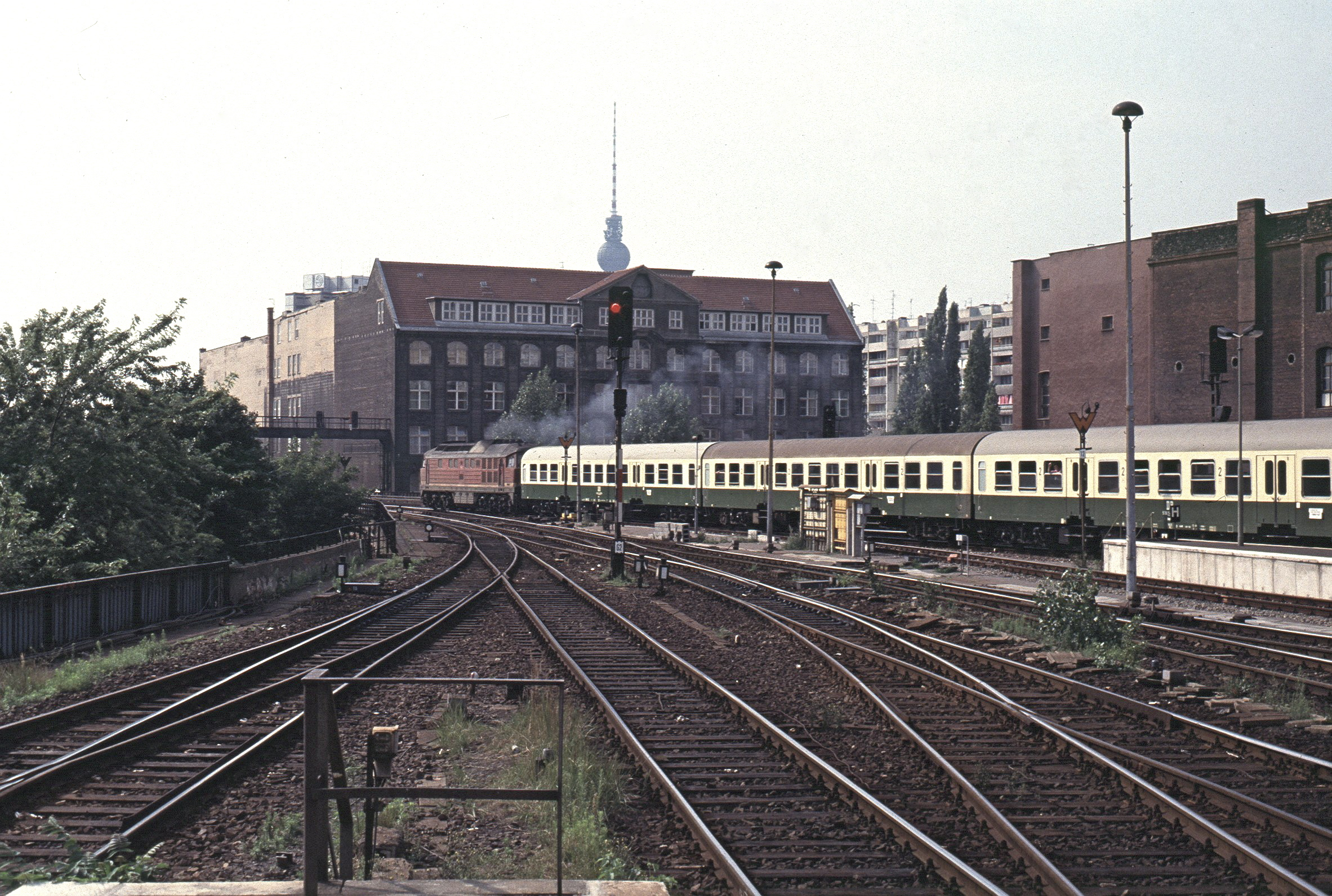
西侧轨道设施，1991年
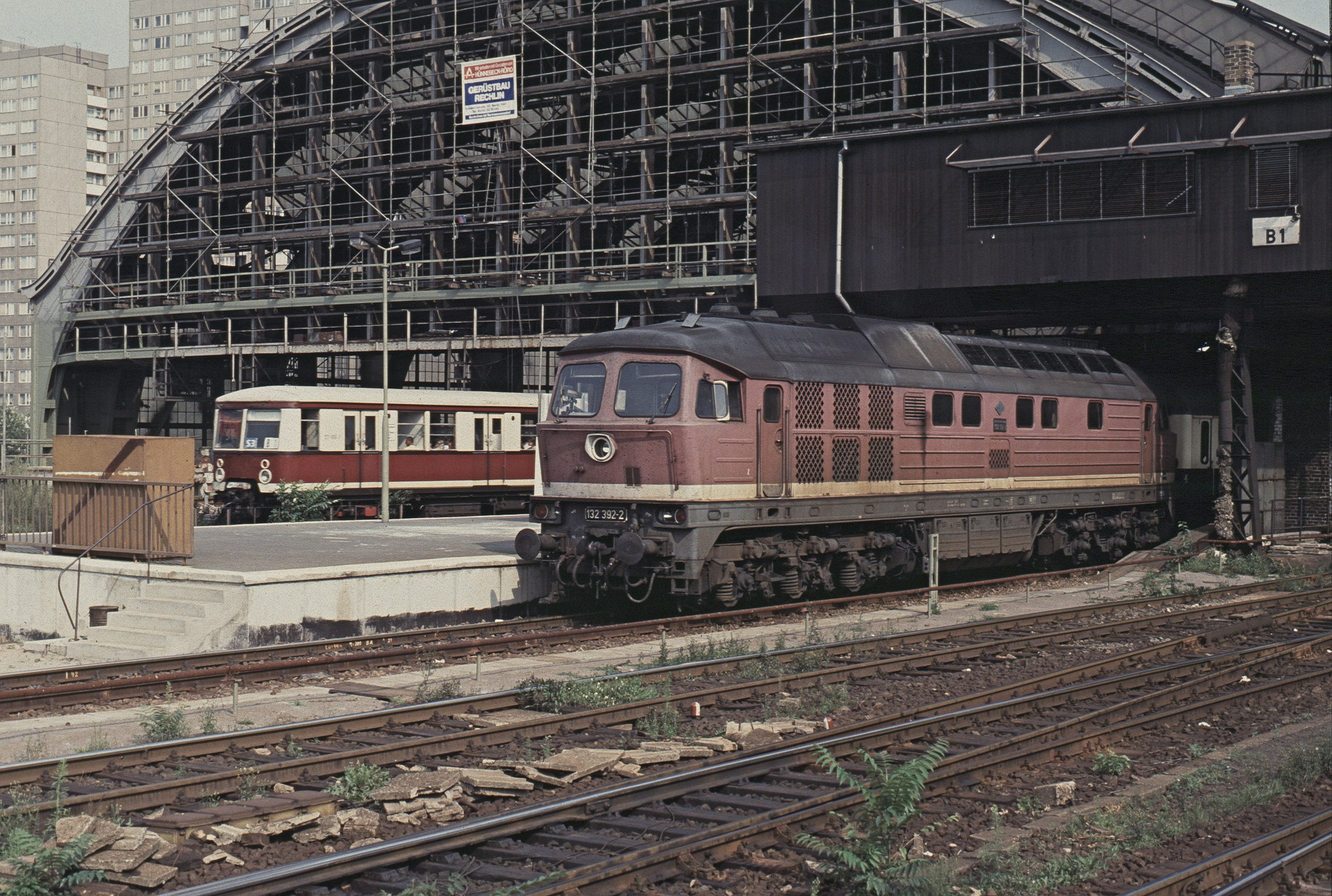
改造工程的西部视角，1991年
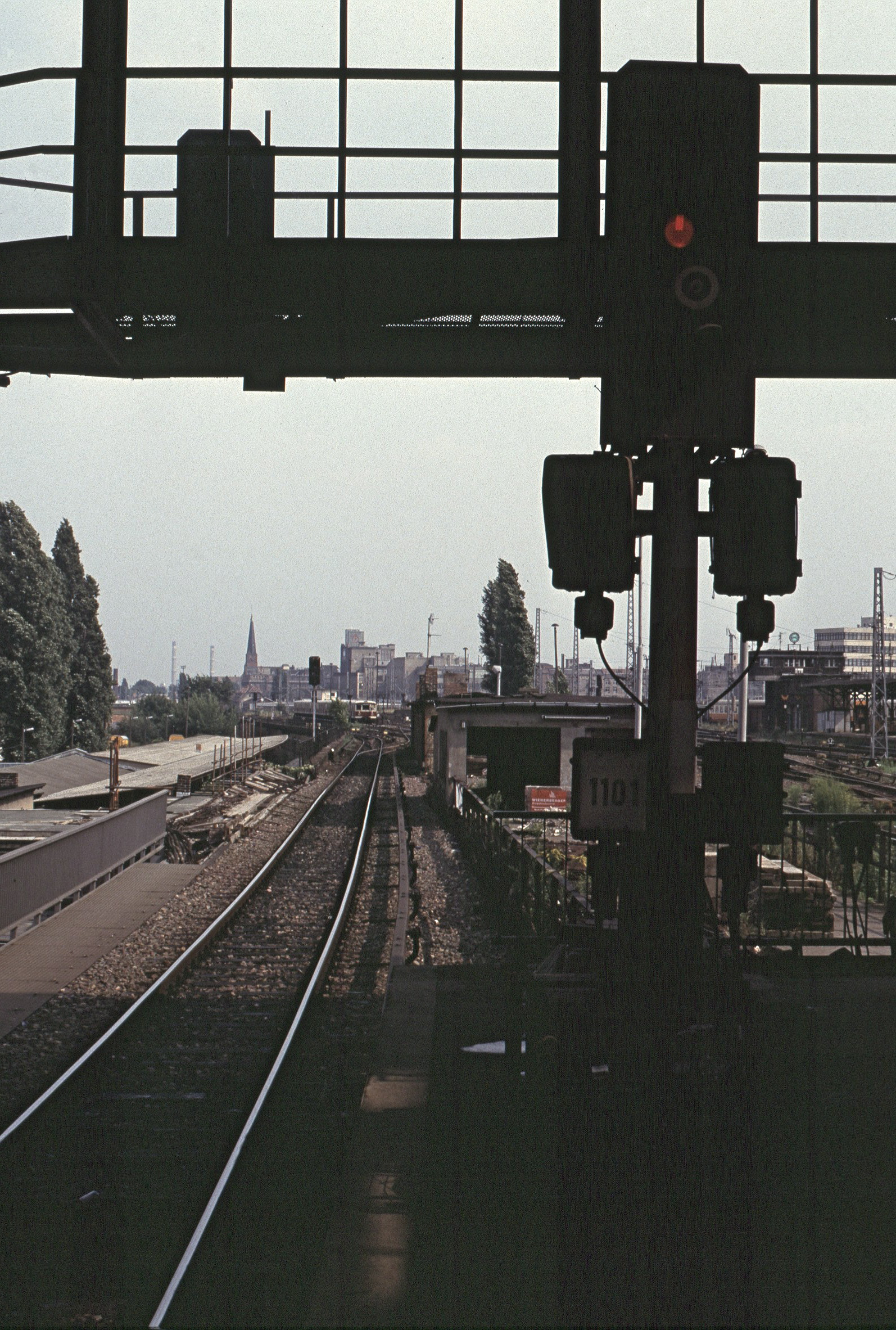
从华沙大街引入的快铁轨道，1991年
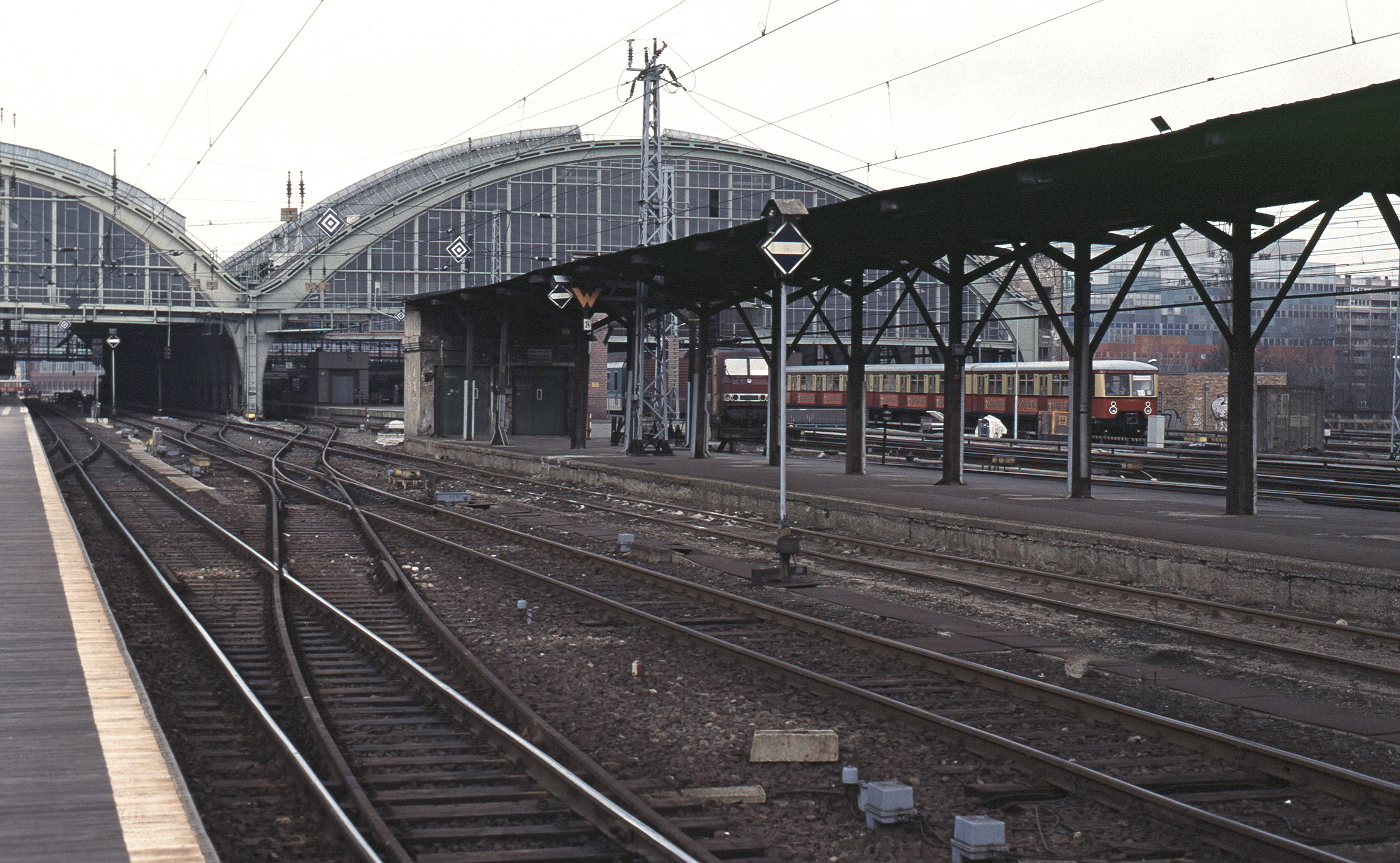
东侧的邮政装卸点，1997年
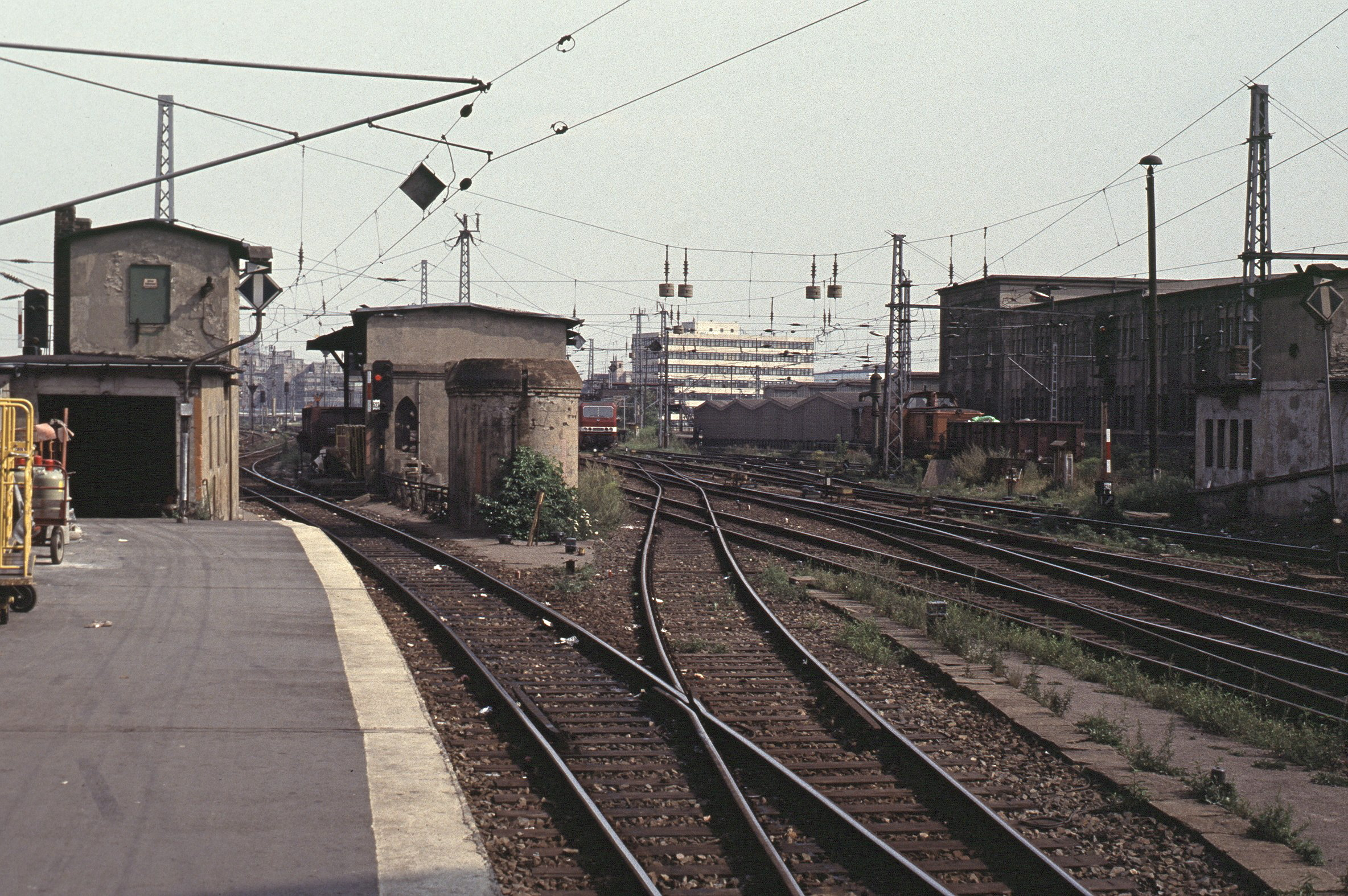
前往东部的长途列车轨道，右侧为车辆段建筑，1991年

### 当代
1994年1月10日，在德国的两个国家铁路正式合并为德国铁路股份公司之际，火车东站举行了一个盛大的庆典。一台蒸汽机车和一台ICE列车动力车头在活动现场庄重的驶向对方，并相互重联。
在1998年5月24日的列车运行图调整中，该站被更改回火车东站的称谓。同年随后又进行了一次重新改造工程，此时的改造范围包括延长长途列车站台，以及将东侧轨道设施与新修复的柏林城市铁路（柏林城市铁路是横贯柏林市区的一条铁路线路）高架线相接。至2000年6月29日，采用玻璃幕墙的接待大厅正式落成。
车站旁边设有一间城际酒店和2座大型写字楼。车站本身则设有9条到发线，其中包括4条用于柏林城市快铁的轨道和2条不含月台的直通轨道。
随着柏林的铁路枢纽在2006年5月28日进行重组，火车东站每日的短途列车到发量从236班减少为198班；长途列车的到发量也从146班回落至98班。自2011年起，车站的到发场开始进行彻底翻修。其顶棚、天窗和排水系统需要更换，金属支架也获得了一个灰色的耐腐性涂层及防火涂层，正对埃里希·斯泰因福尔特大街（Erich-Steinfurth-Straße）的外立面则被重新安装玻璃，并配备遮光帘。这项工程预计将在2015年12月竣工。

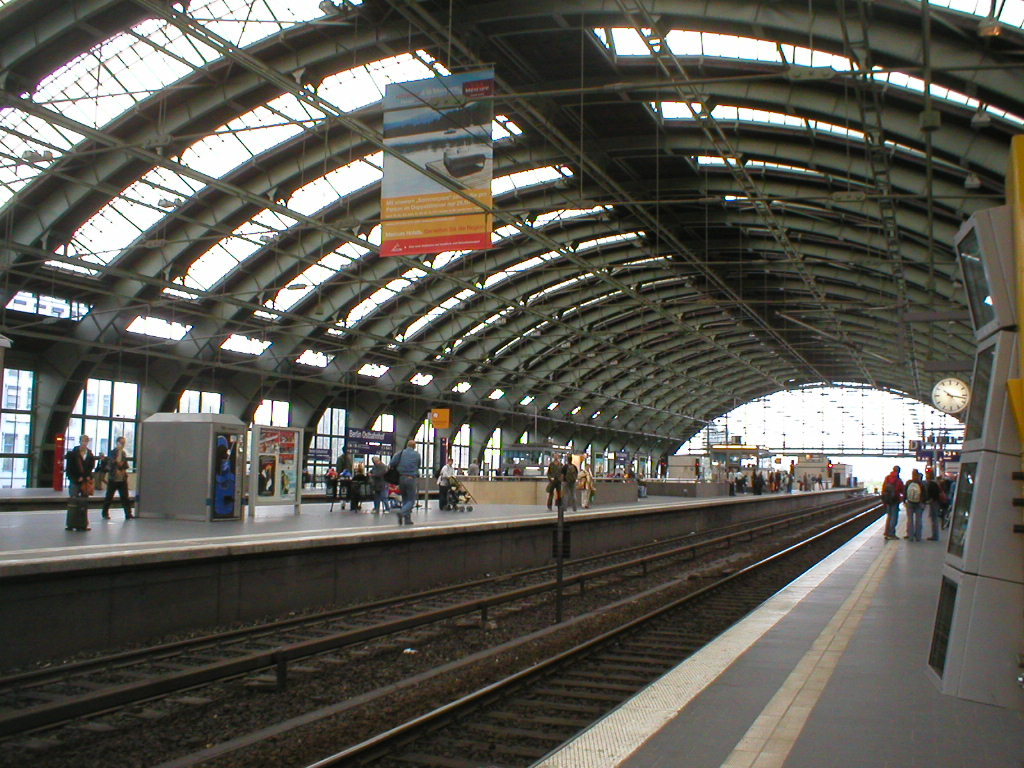
站台大厅北侧（2004年），左边为两个快铁站台，右边为长途站台
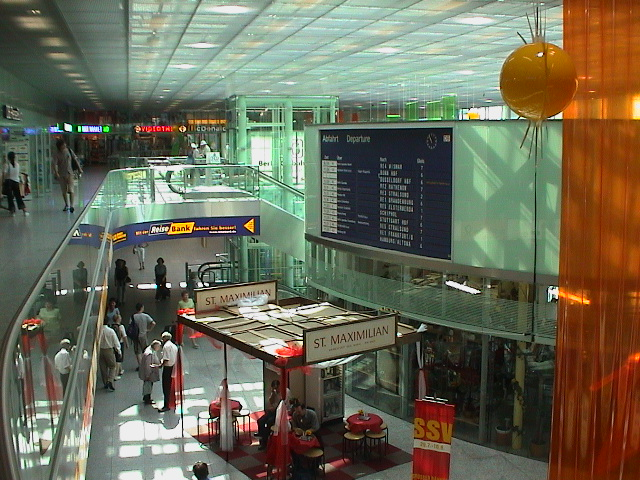
入口大堂及购物区后部，2002年
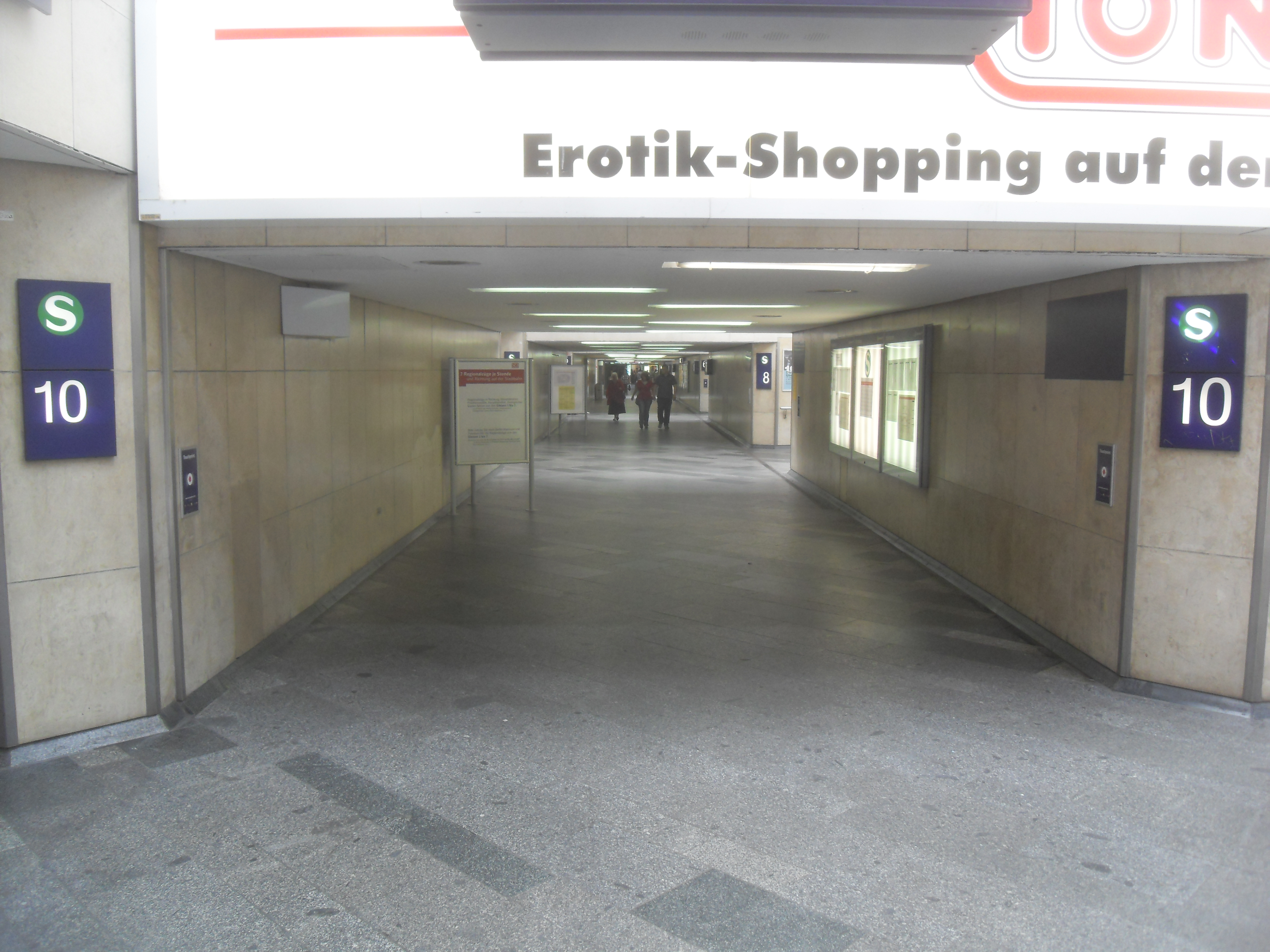
车站行人隧道

## 周边

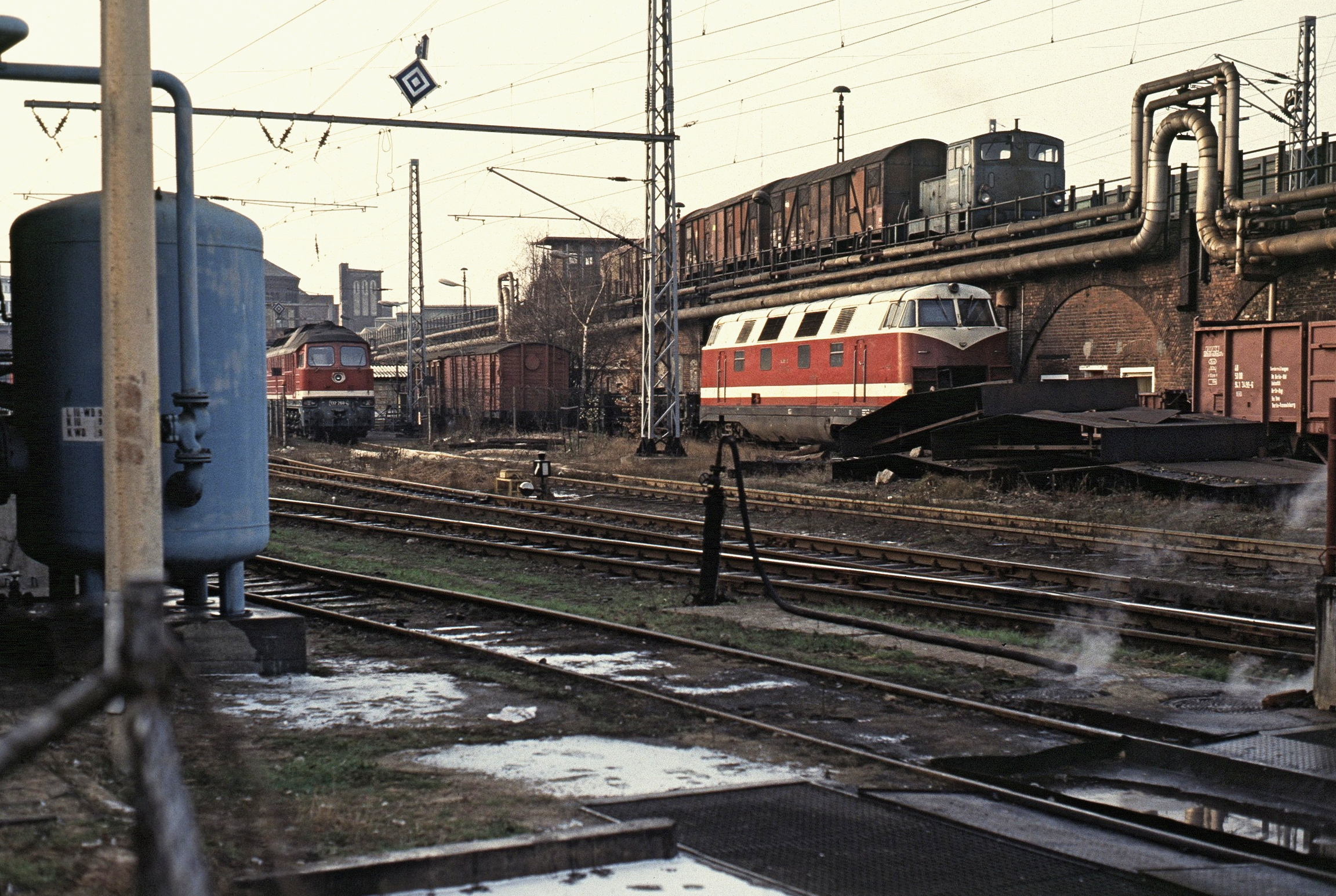
原柏林火车总站车辆段，1991年

自1903年以来，在西里西亚车站的北面出现了一座当时被称为“弗里岑站台（Wriezener Bahnsteig）”的乘降点，并自1928年起发展成柏林弗里岑车站，供前往弗里岑方向的旅客使用。该站于1949年12月31日停办了客运，此后仅供邮政运输使用。在邮政业务也结束后，弗里岑车站的站房和轨道设施均被拆除，并建起了批发市场。
位于火车东站东南部的原货运场以及西里西亚铁路的车辆段于2003年被拆除，以腾出空间兴建后于2008年落成的O2体育馆。火车东站的正南方是原邮政车站，其站房仍然保存完好，如今主要用作展览、会所和举办音乐会。

## 列车服务
自柏林火车总站和南北干线铁路隧道于2006年投入使用后，停靠于火车东站的城际快车和城际列车数量已显著减少。然而该站仍然是多条区域快车路线的停车点，其中包括来自波茨坦、柏林-斯潘道、柯尼希斯武斯特豪森和柏林-舍讷费尔德的列车。此外，柏林快铁的S5线、S7线和S75线也行经该站。

### 长途运输
截至2014年，共有下列班次的长途运输服务在柏林东站到发：
| 线路     | 走向 | 走向 | 走向 | 走向 | 频率                 |
| -------- | --- | --- | --- | --- | -------------------- |
| ICE 10   | 柏林东 － 柏林 － 柏林-斯潘道 － （沃尔夫斯堡 －） 汉诺威 － 比勒费尔德 － 哈姆 －                                              | 多特蒙德 － 埃森 － 杜伊斯堡 － 杜塞尔多夫 (－ 科隆／科隆展会/道依茨 － 科隆/波恩机场）                                         | 多特蒙德 － 埃森 － 杜伊斯堡 － 杜塞尔多夫 (－ 科隆／科隆展会/道依茨 － 科隆/波恩机场）                                         | 多特蒙德 － 埃森 － 杜伊斯堡 － 杜塞尔多夫 (－ 科隆／科隆展会/道依茨 － 科隆/波恩机场）                                         | 每小时1班            |
| ICE 10   | 柏林东 － 柏林 － 柏林-斯潘道 － （沃尔夫斯堡 －） 汉诺威 － 比勒费尔德 － 哈姆 －                                              | 哈根 － 伍珀塔尔 － 科隆 （－ 波恩 － 科布伦茨）                                                                                | | | 每小时1班            |
| ICE 11   | 柏林东 － 柏林 － 布伦瑞克 － 卡塞尔-威廉山 － 法兰克福 － 曼海姆 － 斯图加特 － 乌尔姆 － 奥格斯堡 － 慕尼黑                   | 柏林东 － 柏林 － 布伦瑞克 － 卡塞尔-威廉山 － 法兰克福 － 曼海姆 － 斯图加特 － 乌尔姆 － 奥格斯堡 － 慕尼黑                   | 柏林东 － 柏林 － 布伦瑞克 － 卡塞尔-威廉山 － 法兰克福 － 曼海姆 － 斯图加特 － 乌尔姆 － 奥格斯堡 － 慕尼黑                   | 柏林东 － 柏林 － 布伦瑞克 － 卡塞尔-威廉山 － 法兰克福 － 曼海姆 － 斯图加特 － 乌尔姆 － 奥格斯堡 － 慕尼黑                   | 两小时1班            |
| ICE 12   | 柏林东 － 柏林 － 布伦瑞克 － 卡塞尔-威廉山 － 法兰克福 － 曼海姆 － 卡尔斯鲁厄 － 弗赖堡 － 巴塞尔 （－ 苏黎世 － 因特拉肯东） | 柏林东 － 柏林 － 布伦瑞克 － 卡塞尔-威廉山 － 法兰克福 － 曼海姆 － 卡尔斯鲁厄 － 弗赖堡 － 巴塞尔 （－ 苏黎世 － 因特拉肯东） | 柏林东 － 柏林 － 布伦瑞克 － 卡塞尔-威廉山 － 法兰克福 － 曼海姆 － 卡尔斯鲁厄 － 弗赖堡 － 巴塞尔 （－ 苏黎世 － 因特拉肯东） | 柏林东 － 柏林 － 布伦瑞克 － 卡塞尔-威廉山 － 法兰克福 － 曼海姆 － 卡尔斯鲁厄 － 弗赖堡 － 巴塞尔 （－ 苏黎世 － 因特拉肯东） | 两小时1班            |
| ICE 75   | 柏林东 － 汉堡 － 吕贝克 － 奥尔登堡 － 普特加登 － 哥本哈根                                                                    | 柏林东 － 汉堡 － 吕贝克 － 奥尔登堡 － 普特加登 － 哥本哈根                                                                    | 柏林东 － 汉堡 － 吕贝克 － 奥尔登堡 － 普特加登 － 哥本哈根                                                                    | 柏林东 － 汉堡 － 吕贝克 － 奥尔登堡 － 普特加登 － 哥本哈根                                                                    | 每日1班              |
| ICE 76   | 柏林东 － 汉堡 － 新明斯特 － 弗伦斯堡 － 奥胡斯                                                                                | 柏林东 － 汉堡 － 新明斯特 － 弗伦斯堡 － 奥胡斯                                                                                | 柏林东 － 汉堡 － 新明斯特 － 弗伦斯堡 － 奥胡斯                                                                                | 柏林东 － 汉堡 － 新明斯特 － 弗伦斯堡 － 奥胡斯                                                                                | 每日1班              |
| IC/EC 32 | （柏林东 － 汉诺威 －） 多特蒙德 － 埃森 － 杜伊斯堡 － 科隆 － 科布伦茨 － 曼海姆 － 斯图加特                                  | （柏林东 － 汉诺威 －） 多特蒙德 － 埃森 － 杜伊斯堡 － 科隆 － 科布伦茨 － 曼海姆 － 斯图加特                                  | （－ 乌尔姆 － 奥格斯堡 － 慕尼黑 － 萨尔茨堡 － 克拉根福）                                                                     | （－ 乌尔姆 － 奥格斯堡 － 慕尼黑 － 萨尔茨堡 － 克拉根福）                                                                     | 两小时1班 （仅周末） |
| IC/EC 32 | （柏林东 － 汉诺威 －） 多特蒙德 － 埃森 － 杜伊斯堡 － 科隆 － 科布伦茨 － 曼海姆 － 斯图加特                                  | （柏林东 － 汉诺威 －） 多特蒙德 － 埃森 － 杜伊斯堡 － 科隆 － 科布伦茨 － 曼海姆 － 斯图加特                                  | （－ 乌尔姆 － 林道 － 因斯布鲁克）                                                                                             | | 两小时1班 （仅周末） |
| IC/EC 32 | （柏林东 － 汉诺威 －） 多特蒙德 － 埃森 － 杜伊斯堡 － 科隆 － 科布伦茨 － 曼海姆 － 斯图加特                                  | （柏林东 － 汉诺威 －） 多特蒙德 － 埃森 － 杜伊斯堡 － 科隆 － 科布伦茨 － 曼海姆 － 斯图加特                                  | （－ 罗伊特林根 － 蒂宾根） | | 两小时1班 （仅周末） |
| IC 56    | 莱比锡 － 哈勒 － 马格德堡 － 波茨坦 － 柏林东 － 科特布斯                                                                      | 莱比锡 － 哈勒 － 马格德堡 － 波茨坦 － 柏林东 － 科特布斯                                                                      | 莱比锡 － 哈勒 － 马格德堡 － 波茨坦 － 柏林东 － 科特布斯                                                                      | 莱比锡 － 哈勒 － 马格德堡 － 波茨坦 － 柏林东 － 科特布斯                                                                      | 每日1班              |
| IC 77    | 柏林东 － 柏林 － 沃尔夫斯堡 － 汉诺威 － 奥斯纳布吕克 （－ 明斯特） － 赖内 － 阿姆斯特丹                                      | 柏林东 － 柏林 － 沃尔夫斯堡 － 汉诺威 － 奥斯纳布吕克 （－ 明斯特） － 赖内 － 阿姆斯特丹                                      | 柏林东 － 柏林 － 沃尔夫斯堡 － 汉诺威 － 奥斯纳布吕克 （－ 明斯特） － 赖内 － 阿姆斯特丹                                      | 柏林东 － 柏林 － 沃尔夫斯堡 － 汉诺威 － 奥斯纳布吕克 （－ 明斯特） － 赖内 － 阿姆斯特丹                                      | 两小时1班            |
| EC 95    | 柏林东 － 奥德河畔法兰克福 － 波兹南 － 华沙                                                                                    | 柏林东 － 奥德河畔法兰克福 － 波兹南 － 华沙                                                                                    | 柏林东 － 奥德河畔法兰克福 － 波兹南 － 华沙                                                                                    | 柏林东 － 奥德河畔法兰克福 － 波兹南 － 华沙                                                                                    | 个别班次             |
| EC 99    | 汉堡-阿尔托纳 － 萨尔茨韦德尔 － 柏林东 － 科特布斯 － 弗罗茨瓦夫 － 克拉科夫                                                   | 汉堡-阿尔托纳 － 萨尔茨韦德尔 － 柏林东 － 科特布斯 － 弗罗茨瓦夫 － 克拉科夫                                                   | 汉堡-阿尔托纳 － 萨尔茨韦德尔 － 柏林东 － 科特布斯 － 弗罗茨瓦夫 － 克拉科夫                                                   | 汉堡-阿尔托纳 － 萨尔茨韦德尔 － 柏林东 － 科特布斯 － 弗罗茨瓦夫 － 克拉科夫                                                   | 个别班次             |
| HBX      | 哈茨山-柏林快车 柏林东 － 柏林 － 波茨坦 － 马格德堡 － 哈尔伯施塔特 （解编） － 奎德林堡 － 塔勒／韦尔尼格罗德 － 菲嫩堡       | 哈茨山-柏林快车 柏林东 － 柏林 － 波茨坦 － 马格德堡 － 哈尔伯施塔特 （解编） － 奎德林堡 － 塔勒／韦尔尼格罗德 － 菲嫩堡       | 哈茨山-柏林快车 柏林东 － 柏林 － 波茨坦 － 马格德堡 － 哈尔伯施塔特 （解编） － 奎德林堡 － 塔勒／韦尔尼格罗德 － 菲嫩堡       | 哈茨山-柏林快车 柏林东 － 柏林 － 波茨坦 － 马格德堡 － 哈尔伯施塔特 （解编） － 奎德林堡 － 塔勒／韦尔尼格罗德 － 菲嫩堡       | 个别班次             |

### 短途运输
截至2014年，共有5条短途列车线路途经柏林东站：
| 线路  | 走向 | 走向 | 走向 |
| ----- | --- | --- | --- |
| IRE   | 柏林东 － 柏林动物园 － 施滕达尔 － 萨尔茨韦德尔 － 乌埃尔岑 － 吕讷堡 － 汉堡                                                      | 柏林东 － 柏林动物园 － 施滕达尔 － 萨尔茨韦德尔 － 乌埃尔岑 － 吕讷堡 － 汉堡                                                      | 柏林东 － 柏林动物园 － 施滕达尔 － 萨尔茨韦德尔 － 乌埃尔岑 － 吕讷堡 － 汉堡                                                      |
| RE 1  | 马格德堡 － 勃兰登堡 － 波茨坦 － 柏林-夏洛滕堡 － 柏林 － 柏林东 － 埃尔克纳 － 菲尔斯滕瓦尔德 － 奥德河畔法兰克福 （－ 科特布斯） | 马格德堡 － 勃兰登堡 － 波茨坦 － 柏林-夏洛滕堡 － 柏林 － 柏林东 － 埃尔克纳 － 菲尔斯滕瓦尔德 － 奥德河畔法兰克福 （－ 科特布斯） | 马格德堡 － 勃兰登堡 － 波茨坦 － 柏林-夏洛滕堡 － 柏林 － 柏林东 － 埃尔克纳 － 菲尔斯滕瓦尔德 － 奥德河畔法兰克福 （－ 科特布斯） |
| RE 2  | 维斯马 － 什未林 － 维滕贝格 － 诺伊施塔特 － 柏林-斯潘道 － 柏林 － 柏林东 － 柯尼希斯武斯特豪森 － 吕本 － 科特布斯               | 维斯马 － 什未林 － 维滕贝格 － 诺伊施塔特 － 柏林-斯潘道 － 柏林 － 柏林东 － 柯尼希斯武斯特豪森 － 吕本 － 科特布斯               | 维斯马 － 什未林 － 维滕贝格 － 诺伊施塔特 － 柏林-斯潘道 － 柏林 － 柏林东 － 柯尼希斯武斯特豪森 － 吕本 － 科特布斯               |
| RE 7  | 德绍 － 巴特贝尔齐希 － 贝利茨-海尔斯泰滕 － 米兴多夫 － 柏林东 － 柏林 － 柏林-舍讷费尔德机场 － 朗斯多夫 － 文斯多夫-瓦尔德施塔特 | 德绍 － 巴特贝尔齐希 － 贝利茨-海尔斯泰滕 － 米兴多夫 － 柏林东 － 柏林 － 柏林-舍讷费尔德机场 － 朗斯多夫 － 文斯多夫-瓦尔德施塔特 | 德绍 － 巴特贝尔齐希 － 贝利茨-海尔斯泰滕 － 米兴多夫 － 柏林东 － 柏林 － 柏林-舍讷费尔德机场 － 朗斯多夫 － 文斯多夫-瓦尔德施塔特 |
| RB 14 | 柏林-舍讷费尔德机场 － 柏林东 － 柏林-斯潘道 － 法尔肯塞 － 瑙恩                                                                    | 柏林-舍讷费尔德机场 － 柏林东 － 柏林-斯潘道 － 法尔肯塞 － 瑙恩                                                                    | 柏林-舍讷费尔德机场 － 柏林东 － 柏林-斯潘道 － 法尔肯塞 － 瑙恩                                                                    |

### 快铁
截至2014年，共有3条快铁线路途经柏林东站：
| 线路 | 走向 |
| ---- | --- |
|      | 施潘道 － 施特雷索 － 皮谢尔斯贝格 － 奥林匹克体育场 － 陆军大街 － 展览馆南 － 西十字 － 夏洛滕堡 － 萨维尼广场 － 动物园 － 蒂尔加滕 － 贝勒维宫 － 柏林总站 － 腓特烈大街 － 哈克市場 － 亚历山大广场 － 扬诺维茨桥 － 柏林东站 － 华沙大街 － 东十字 － 内尔德纳广场 － 利希滕贝格 － 腓特烈费尔德东 － 比斯多夫 － 武勒河谷 － 考尔斯多夫 － 马尔斯多夫 － 比尔肯斯泰因 － 霍珀加滕 － 诺恩哈根 － 弗雷德斯多夫 － 彼得斯哈根北 － 施特劳斯贝格 － 赫格尔米勒 － 施特劳斯贝格城 － 施特劳斯贝格北 |
|      | 波茨坦总站 － 巴贝尔斯贝格 － 格里布尼茨湖 － 万湖 － 尼古拉斯湖 － 格鲁讷瓦尔德 － 西十字 － 夏洛滕堡 － 萨维尼广场 － 动物园 － 蒂尔加滕 － 贝勒维宫 － 火车总站 － 腓特烈大街 － 哈克市场 － 亚历山大广场 － 扬诺维茨桥 － 火车东站 － 华沙大街 － 东十字 － 内尔德纳广场 － 利希滕贝格 － 腓特烈斯费尔德东 － 施普灵湖 － 珀尔肖大街 － 马尔灿 － 拉乌尔·瓦伦贝格大街 － 梅洛大道 － 阿伦斯费尔德                                                                                                  |
|      | 西十字 － 夏洛滕堡 － 萨维尼广场 － 动物园 － 蒂尔加滕 － 贝勒维宫 － 柏林总站 － 腓特烈大街 － 哈克市場 － 亚历山大广场 － 扬诺维茨桥 － 柏林东站 － 华沙大街 － 东十字 － 内尔德纳广场 － 利希滕贝格 － 腓特烈费尔德东 － 施普灵湖 － 格伦塞大街 － 霍恩申豪森 － 瓦滕贝格 |

### 巴士
由柏林运输公司经营的多条巴士线路均在柏林东站停靠：
| 线路 | 走向                                                 |
| ---- | ---------------------------------------------------- |
| 140  | 柏林-滕珀尔霍夫S+U － 火车东站S                      |
| 142  | 火车东站S － 火车总站S+U （－ 利奥波德广场U）        |
| 147  | 火车东站S － 边疆博物馆U － 火车总站S+U              |
| 240  | 火车东站S － 斯托科维尔大街S                         |
| 248  | 火车东站S － 南十字S （－ 布赖滕巴赫广场U）          |
| 347  | （火车东站S －） 华沙大街S+U － 斯特拉劳，图内尔大街 |